# Quinto Cassio Longino (tribuno della plebe)
Quinto Cassio Longino (in latino Quintus Cassius Longinus; fl. I secolo a.C.) è stato un politico romano.

## Biografia
Apparteneva alla gens Cassia, ed era molto vicino al cesaricida Gaio Cassio Longino (era suo fratello o forse un cugino).
Inizialmente fedele a Pompeo, divenne questore nella Spagna Ulteriore nel 54 a.C.. Allo scoppio della guerra civile romana tuttavia cambiò schieramento e passò dalla parte di Cesare, che lo nominò propretore della medesima provincia. La sua autorità era crudele e tirannica, e la città di Cordova infine gli si ribellò; la rivolta fallì, ma la spietata repressione di Longino causò altro malcontento e presto le sue stesse truppe insorsero sotto il comando del questore Marco Marcello Asernino.
Assediato nella città di Ulia, Longino fu costretto a venire a patti coi rivoltosi, che gli concessero infine di andarsene con le truppe a lui fedeli. Imbarcatosi verso l'Italia per ricongiungersi a Cesare, la sua nave naufragò alla foce dell'Ebro e Longino morì nel naufragio. Il suo malgoverno in Spagna aveva reso la zona fortemente anti-cesariana, prolungando la guerra di molti anni.